# Pistachier térébinthe
Pistacia terebinthus
Espèce
Classification phylogénétique
Le Pistachier térébinthe ou Térébinthe (Pistacia terebinthus L.), est une plante à feuillage caduc de la famille des Anacardiacées poussant dans la garrigue et le maquis, commune dans tout le bassin méditerranéen.
L'essence de térébenthine lui doit son nom car la térébenthine de Chio était à l'origine fabriquée avec des exsudats  de cet arbre.

## Étymologie et histoire

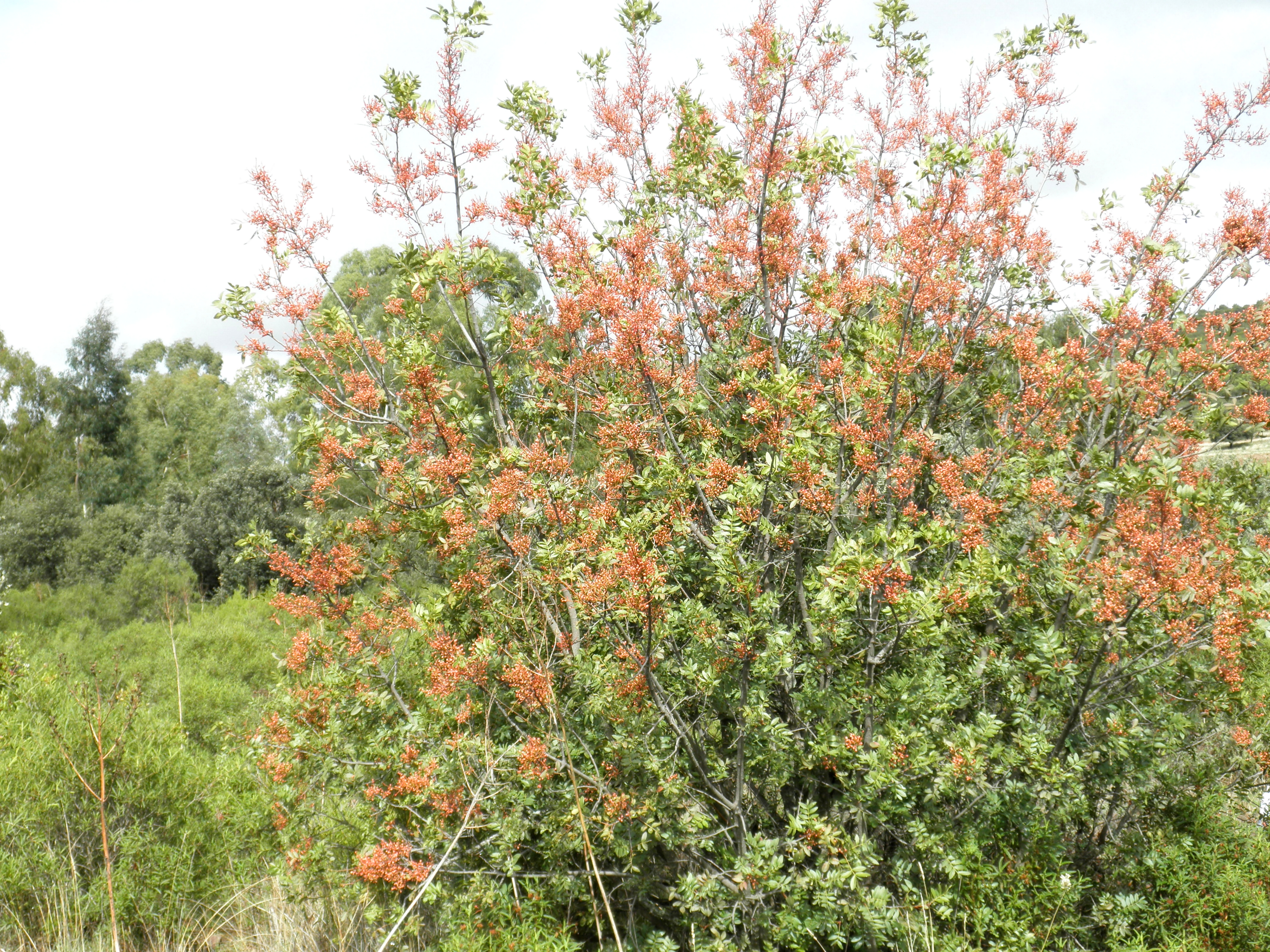
Pistachier térébinthe, Espagne, 2010.

Le mot pistachier est emprunté, à l'italien du Nord pistacchio (vers 1340) issu lui-même par l'intermédiaire du latin pistacium du grec ancien : πιστάκιον pistakion « pistache », lui même venant du vieux perse, qui donne en persan : پسته (pesteh).
Le terme térébinthe est emprunté au latin de l'époque médiévale terebinthus et vient du grec τερέβινθος terebinthos et désigne le même arbre (chez Dioscoride, τέρμινθος M.M., I, 71).
La première mention des pistachiers remonte au premier botaniste de l'Antiquité, Théophraste (-371 ; -288) qui décrit précisément les feuilles imparipennées du térébinthe, les galles qui l'affectent et sa production d'une résine qui est collectée (Recherche sur les Plantes, III,15 ; V,3). Quatre siècles plus tard, l'encyclopédiste romain du Ier siècle, Pline l'Ancien, reprend les mêmes descriptions (Histoire Naturelle, XIII, 54) et le médecin grec Dioscoride, indique « Sa résine est importée...de Judée, Syrie, Chypre, Libye et des îles des Cyclades...La résine de térébinthe surpasse toutes les résines....Les résines sous forme de pastilles sont bonnes pour la toux et la tuberculose, soit seules soit avec du miel et elles libèrent complètement la poitrine des impuretés » (Materia Medica, I, 71).
Les premières descriptions botaniques modernes commencent au XVIIe siècle quand la botanique prend son indépendance vis-à-vis de la médecine. En 1700, le botaniste Tournefort entreprend une expédition naturaliste et anthropologique au Levant (Crète, Cyclades, Turquie, Arménie). Dans les îles de la mer Égée, il observe et décrit les lentisques et les térébinthes (Relation d'un voyage du Levant, Tome I, lettre IX, p.379). Tournefort explique le caractère dioïque des térébinthes et des lentisques dans cette formule « les pieds qui fleurissent ne portent point de fruit, &.. ceux qui portent des fruits ordinairement ne fleurissent pas ». La notion de « fleur » n'était pas encore complètement établie, car s'il décrit correctement les pièces florales incomplètes de ce qu'on appelle actuellement « fleur femelle », il ne lui applique pas encore le terme, et c'est d'ailleurs à son élève Sébastien Vaillant que l'on doit ces précisions terminologiques.

## Description
Le pistachier térébinthe est un arbrisseau de trois à cinq mètres, à feuilles caduques à très forte odeur résineuse. C'est un arbre dioïque, c'est-à-dire que certains pieds ne portent que des fleurs femelles alors que d'autres ne portent que des fleurs mâles. Il peut vivre plus de 100 ans.

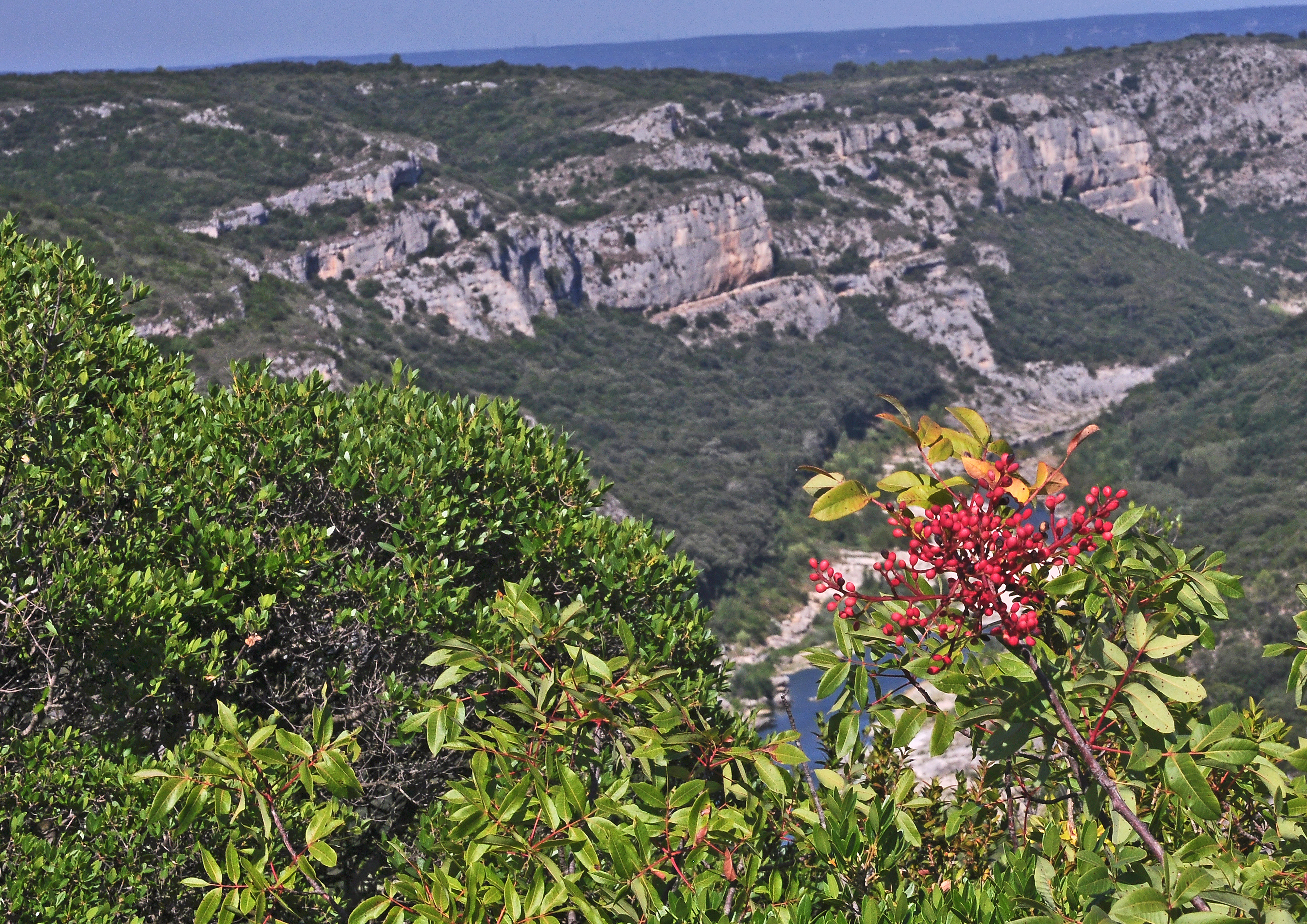
Pistachier térébinthe Gorges du Gardon 2011.

Ses feuilles caduques sont vertes au printemps, jaunes ou rouge flamboyant à l'automne. Elles sont imparipennées composées de 7 à 13 folioles coriaces, entières, grandes, ovales oblongues ou elliptiques lancéolées. Le pétiole est non ailé.
Les fleurs unisexuées sont petites, rougeâtres en grappes serrées — panicules — axillaires, sur les rameaux d'un an. La floraison se produit d'avril à juin.
Les fruits sont des drupes ovoïdes, de la taille d'un petit pois (de 5 à 7 mm) et en grappes caractéristiques Ils sont blancs, puis roses, rouges et enfin bruns à maturité. Ils dégagent une forte odeur de résine
Il se distingue du lentisque ou pistachier lentisque (Pistacia lentiscus L.) par les éléments suivants :
|               | P. terebinthus            | P. lentiscus               |
| ------------- | ------------------------- | -------------------------- |
| Feuillage     | caduc                     | persistant                 |
| Feuille       | imparipennée              | paripennée                 |
| Pétiole       | non ailé                  | étroitement ailé           |
| Inflorescence | grappe composée axillaire | grappe spiciforme latérale |

Le pistachier vrai (Pistacia vera) quant à lui a des feuilles ayant moins de folioles : 3 à 5 folioles et des fruits plus volumineux, connus pour leur goût délicatement parfumé.
|            |                                  |        |
| Térébinthe | Feuilles imparipennées et fruits | Fruits |

## Distribution
Le pistachier térébinthe est originaire d'Afrique du Nord (Maroc, Algérie, Tunisie, Libye), d'Asie de l'Ouest (Arabie saoudite, Israël, Palestine, Jordanie, Liban, Syrie, Turquie) et de l'Europe méditerranéenne (midi de la France, Espagne, Albanie, ancienne Yougoslavie, Bulgarie, Grèce, Italie) et du Portugal. C'est donc une espèce présente sur tout le pourtour méditerranéen.
À l'origine présente dans le midi de la France, son aire s'est étendue jusque dans le Jura, les Hautes-Pyrénées, le Quercy, la Lozère, la Savoie et le Périgord, mais toujours dans les zones dégradées associées au chêne vert, pubescent et à une altitude maximale de 500 m. Il est absent de Corse,.
Le térébinthe est une espèce héliophile mais tolérant un certain ombrage. Il croît dans les formations arbustives, le maquis et les forêts plus ou moins claires.

## Utilisation

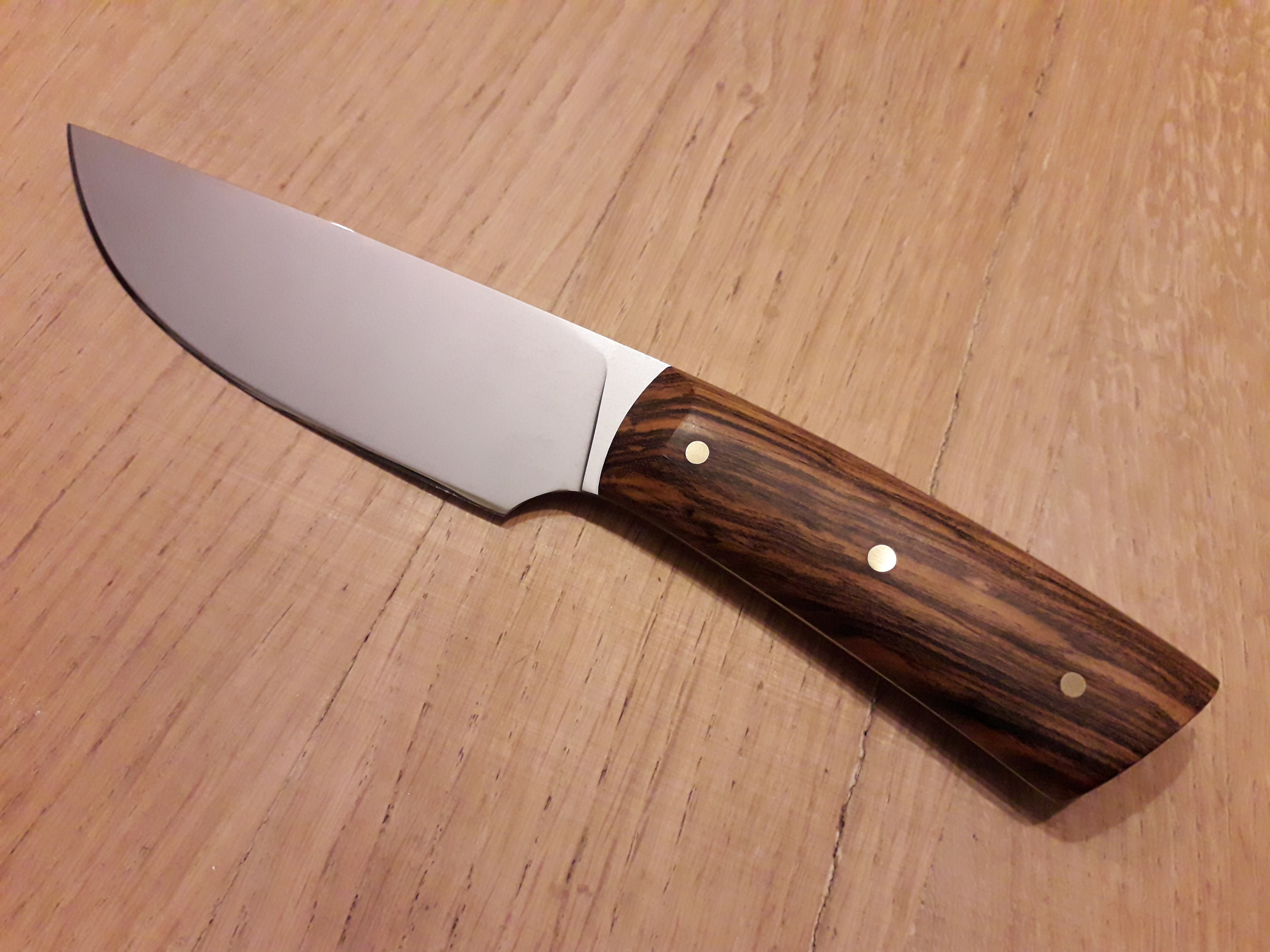
Manche de couteau en bois de pistachier térébinthe

Son bois dur est utilisé en ébénisterie et en marqueterie pour réaliser des ornementations. Il est d'un blanc jaunâtre, parfois mêlé de teintes verdâtres ou rougeâtres. Âgé, il brunit.
Introduit aux États-Unis en 1854, il est utilisé comme porte-greffe pour le pistachier vrai.
Le térébinthe produit une oléorésine par les fissures de son écorce. Cette résine se solidifie à l'air et donne la térébenthine de Chio, de l'île grecque de Chios où la résine est exploitée. Elle est de consistance assez dure, d'un blanc verdâtre et assez odorante. Dans l'Antiquité, Théophraste disait d'elle « La meilleure [résine] est celle du térébinthe, consistante, d'un parfum on ne peut plus agréable et subtil, mais d'un rendement faible » (Rech. sur les plantes, IX, 2.2). Elle entrait dans la composition de la thériaque, sorte de contre-poison. Comme le mastic obtenu du pistachier lentisque, elle peut être utilisée comme antiseptique en médecine et on peut la mâcher. Elle sert aussi à la fabrication de vernis et de friandises.
L'écorce est brûlée comme encens.
Les graines du pistachier térébinthe sont comestibles mais aigrelettes. Elles peuvent être utilisées pour produire une huile comestible qui sert de condiment dans le sud du Maghreb. Une variante du café turc est préparée avec ces graines, le menengiç kahvesi. Dans son livre La Jambe sur la jambe (p 352), Farès Chidiac dit que cette plante possède des vertus aphrodisiaques.
On extrait des galles une substance rouge utilisée pour teindre les laines.

## Maladies et parasites

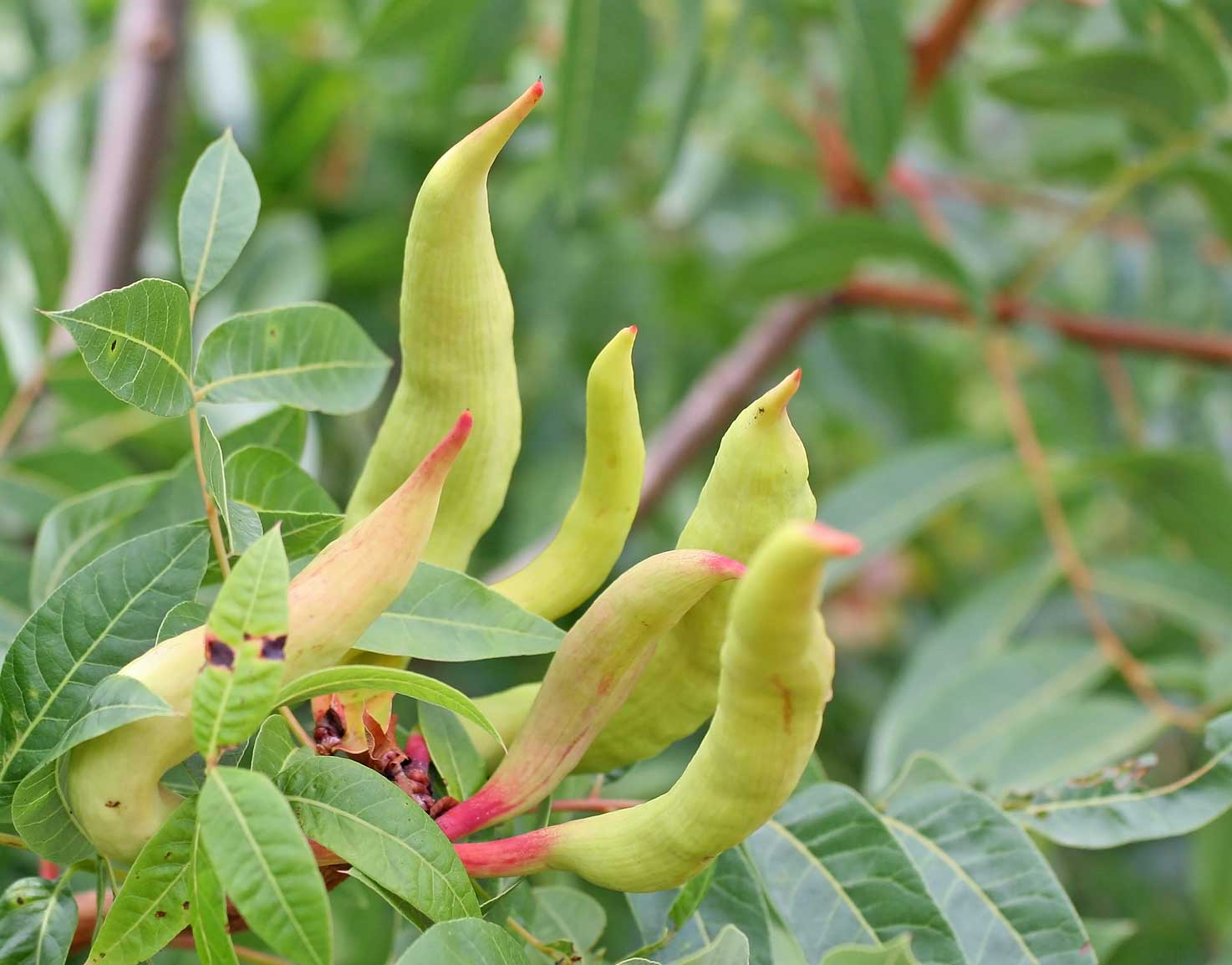
Galles formée par Baizongia pistaciae

La galle du pistachier térébinthe amène la feuille à subir une mutation pour contenir les œufs de son parasite.
Les galles les plus courantes sur cette espèce sont causées par les pucerons Forda marginata, Forda formicaria et Baizongia pistaciae. La feuille transformée en énorme « phallus » atteint 20 cm de long. Geoica utricularia, hémiptère, provoque des galles en forme d'utricules.